# Hieracium adroschemon
Hieracium adroschemon es una especie de planta con flor del género Hieracium, de la familia Asteraceae, orden Asterales.

## Distribución
Hieracium adroschemon se distribuye por Noruega.

## Taxonomía
Fue descrita científicamente por Omang. Fue publicada en Nytt Mag. Bot. 2: 62 (1954).